# Dypsis oropedionis
Dypsis oropedionis – gatunek palmy z rzędu arekowców (Arecales). Występuje endemicznie na Madagaskarze, w prowincjach Antananarywa oraz Toliara. Znane są tylko 2-5 jego naturalne stanowiska.
Rośnie w bioklimacie średniowilgotnym. Występuje na wysokości do 1000–1500 m n.p.m.